# Дружный (Минская область)
Дружный (бел. Дру́жны) — посёлок в Пуховичском районе Минской области Беларуси. Административный центр Свислочского сельсовета.

## География
Расположен в 40 км к югу от Минска, в 24 км на юго-запад от районного центра и в 4 км на юго-восток от Руденска (станция Руденск). Около дороги Р69 Шацк-Смиловичи.

## Природа
Рядом река Свислочь, водохранилище Земснаряд и озеро Материнское.

## История

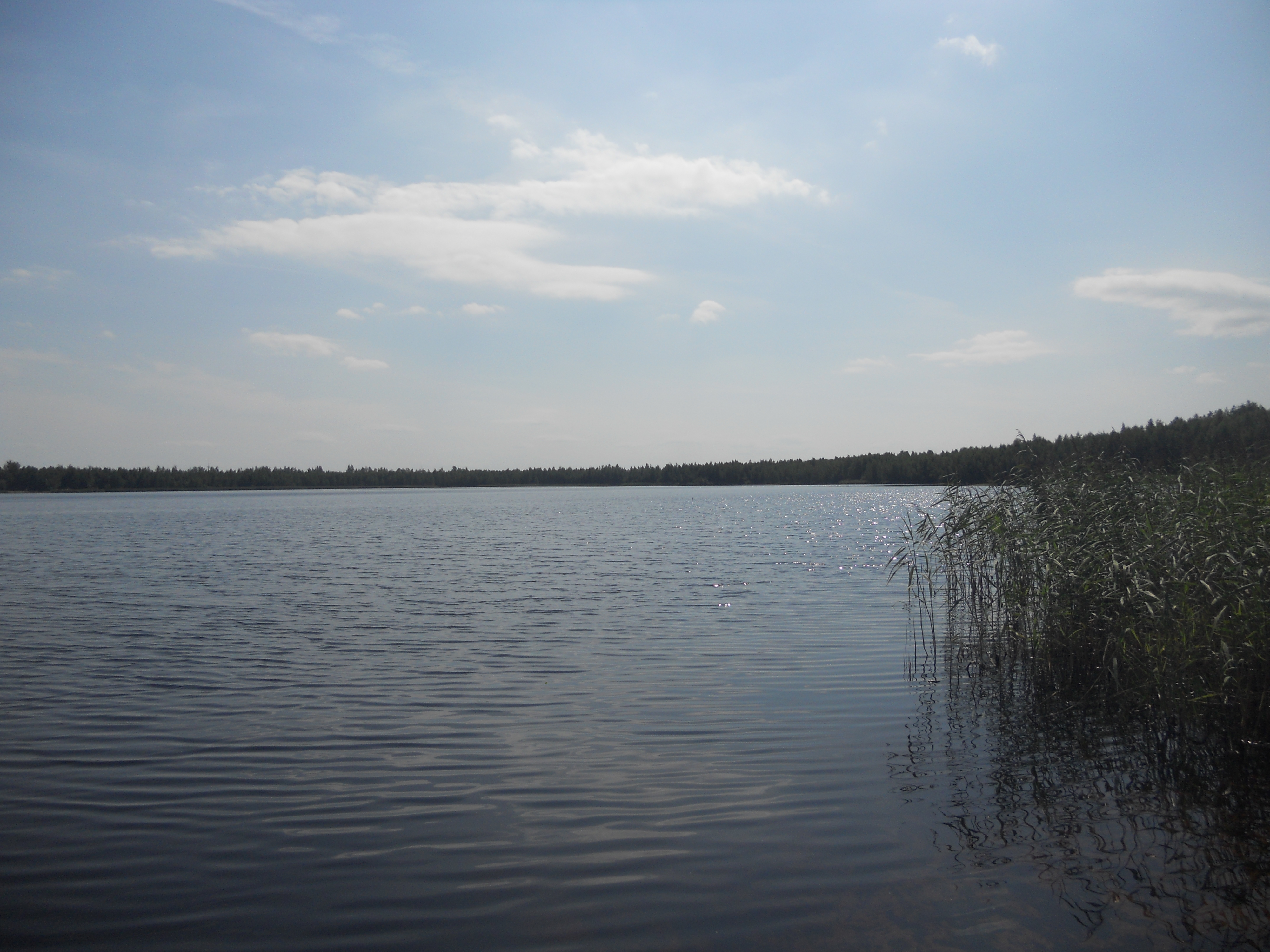
Озеро Материнское

Основан как «город атомщиков» в 1985 году в связи с началом строительства Минской АТЭЦ в 1986 году.
На комсомольско-молодёжной стройке работало 3,5 тыс. человек со всего СССР. Вначале возводилось жильё и объекты соцкультбыта. Со станцией планировался город энергетиков и строителей, место выбиралось подальше от ближайших населенных пунктов Дукоры, Свислочи, Руденска. Изначально местность была болотной. Убрали миллионы тонн торфа, добавили много грунта. Название поселка утверждено 2 февраля 1986 года Указом Президиума Верховного Совета БССР.
Название посёлку дано в результате голосования немногочисленных на тот момент жителей поселка. Дети выбрали название поселка.
В связи с аварией на ЧАЭС строительство атомной станции остановлено на стадии подготовки в 1987 году. Специалисты участвовали в ликвидации последствий аварии на ЧАЭС. В 1995 году на фундаменте АЭС начато строительство Минской ТЭЦ-5, которая введена в эксплуатацию в 1999 году.
Решением Пуховичского районного Совета депутатов от 22 ноября 2021 г. № 235 "О переносе административного центра Свислочского сельсовета Пуховичского района" административный центр Свислочского сельсовета Пуховичского района перенесён из городского посёлка Свислочь в посёлок Дружный.

## Знаковые события для посёлка
- 1985 год — начало строительства
- 1986 год — выбор названия посёлку
- 1986 год — сдача первых домов
- 1987 год — решение о прекращении строительства АЭС
- 1993 год — решение о строительстве ТЭЦ-5
- 1999 год — сдача в эксплуатацию первого энергоблока ТЭЦ-5
- 2010 год — начало строительства второго энергоблока ТЭЦ-5
- 2011 год — 25 декабря в 16:08 состоялось первое включение второго энергоблока ТЭЦ-5 в энергосеть Беларуси.

## Население

### Численность
Численность населения поселка на 01.01.2016 года составляет 9 038 человек.

### Динамика
Посёлок Дружный, как и посёлок Свислочь с 1998 года имеют положительный натуральный прирост населения. Превышение рождаемости над смертностью — от 30 до 45% в зависимости от года.
Отличительной особенностью населения является образовательный уровень — до 55% населения имеют высшее образование либо являются студентами ВУЗов.

## Экономика
Недалеко от поселка Дружный размещена крупная промышленная площадка, на которой действуют, в том числе, следующие предприятия:
- Минская ТЭЦ-5[4]
- ЗАО «Август-Бел» — предприятие по выпуску химических средств защиты растений. Завод основан российской компанией «Август» в 2009 году[5].
- ООО «Строймонтаж» — строительство и грузоперевозки.
- РУП «Белэнергострой» — предприятие по выпуску строительных материалов и железобетонных конструкций[6].

## Культура
- Дом культуры

## Достопримечательность
- Церковь в честь Рождества Христова
- Валун с памятной табличкой в честь Н. П. Чепика

## Галерея

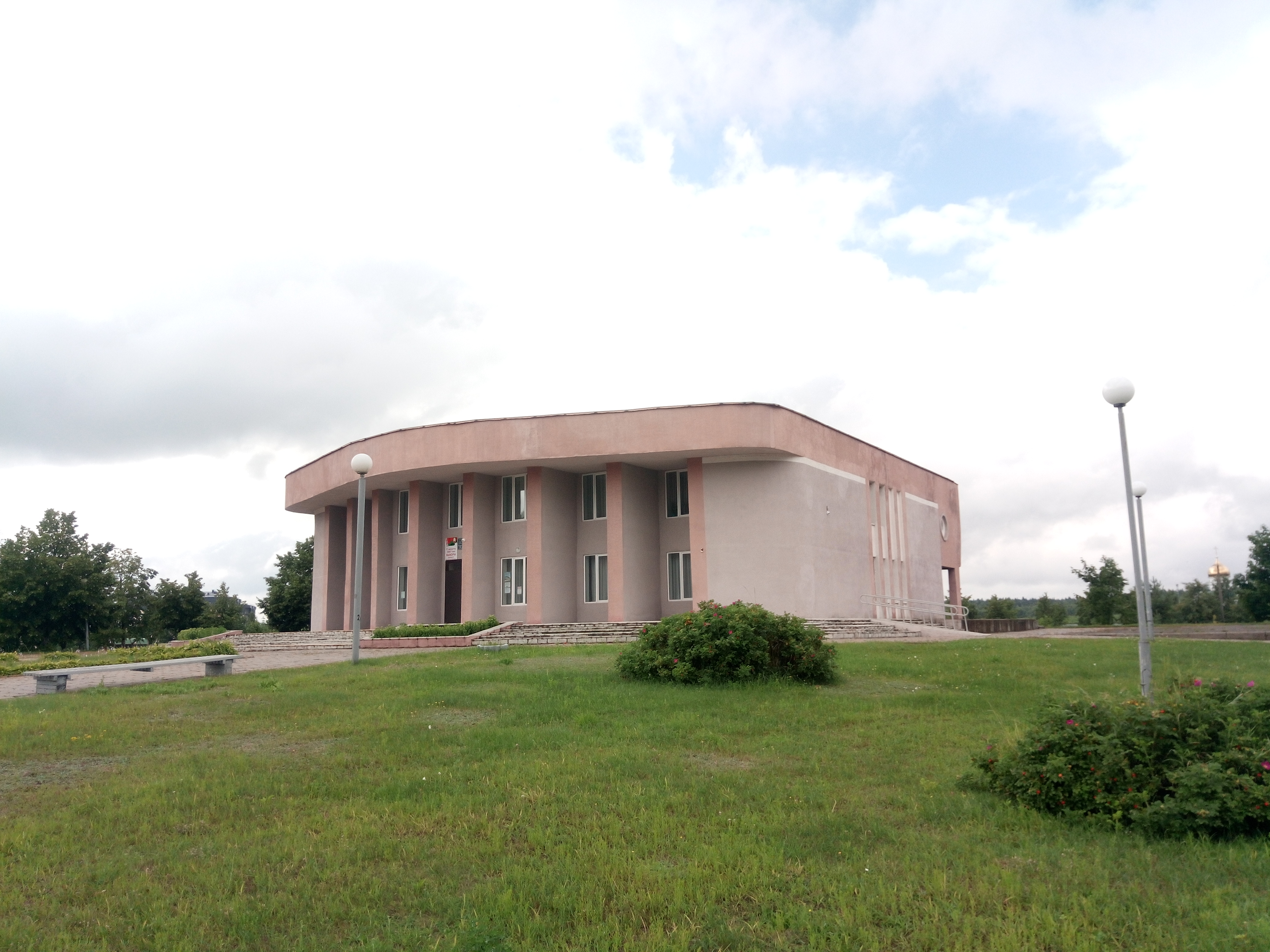
Дом культуры
Дом культуры
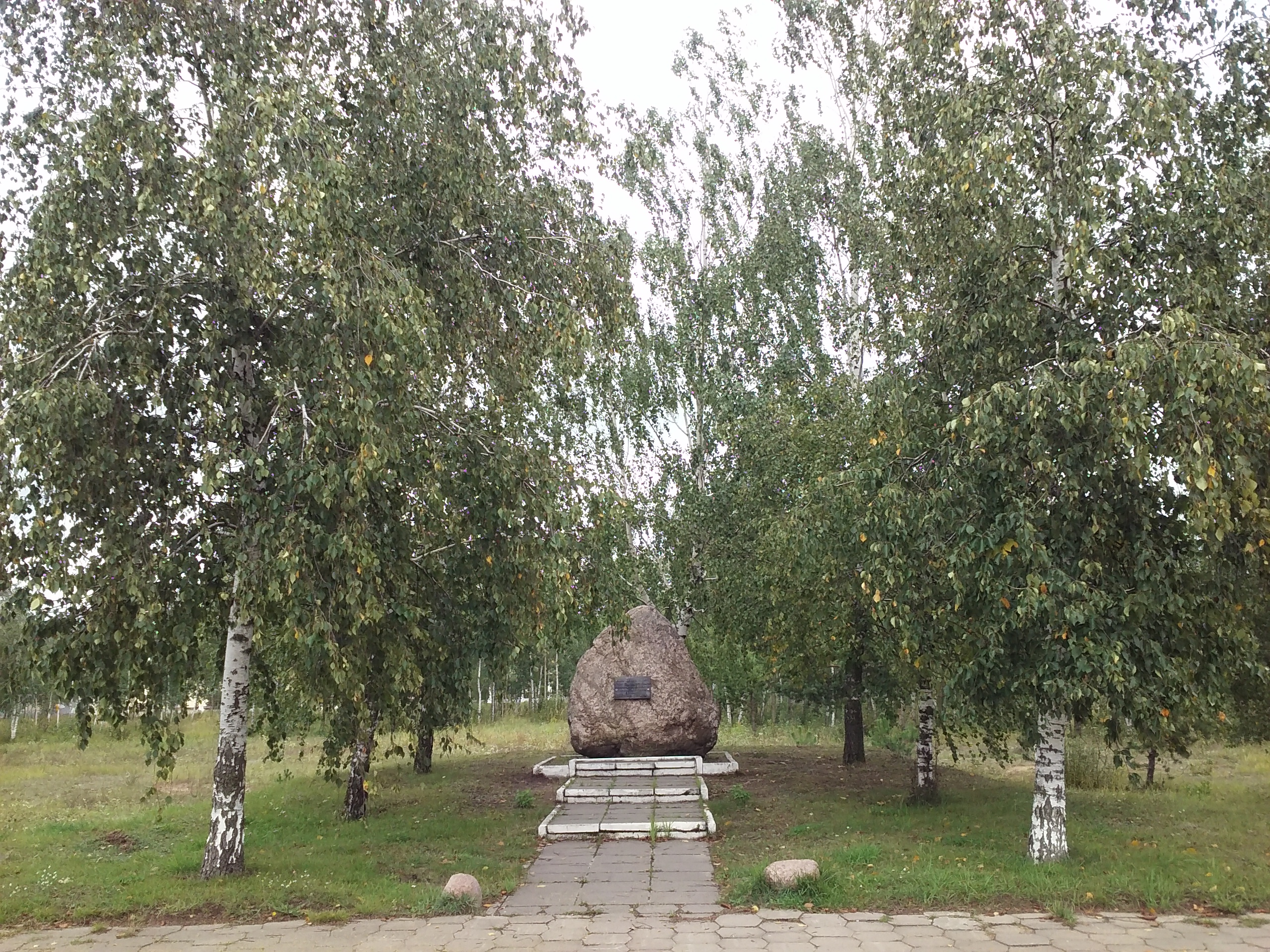
Валун с памятной табличкой в честь Н. П. Чепика
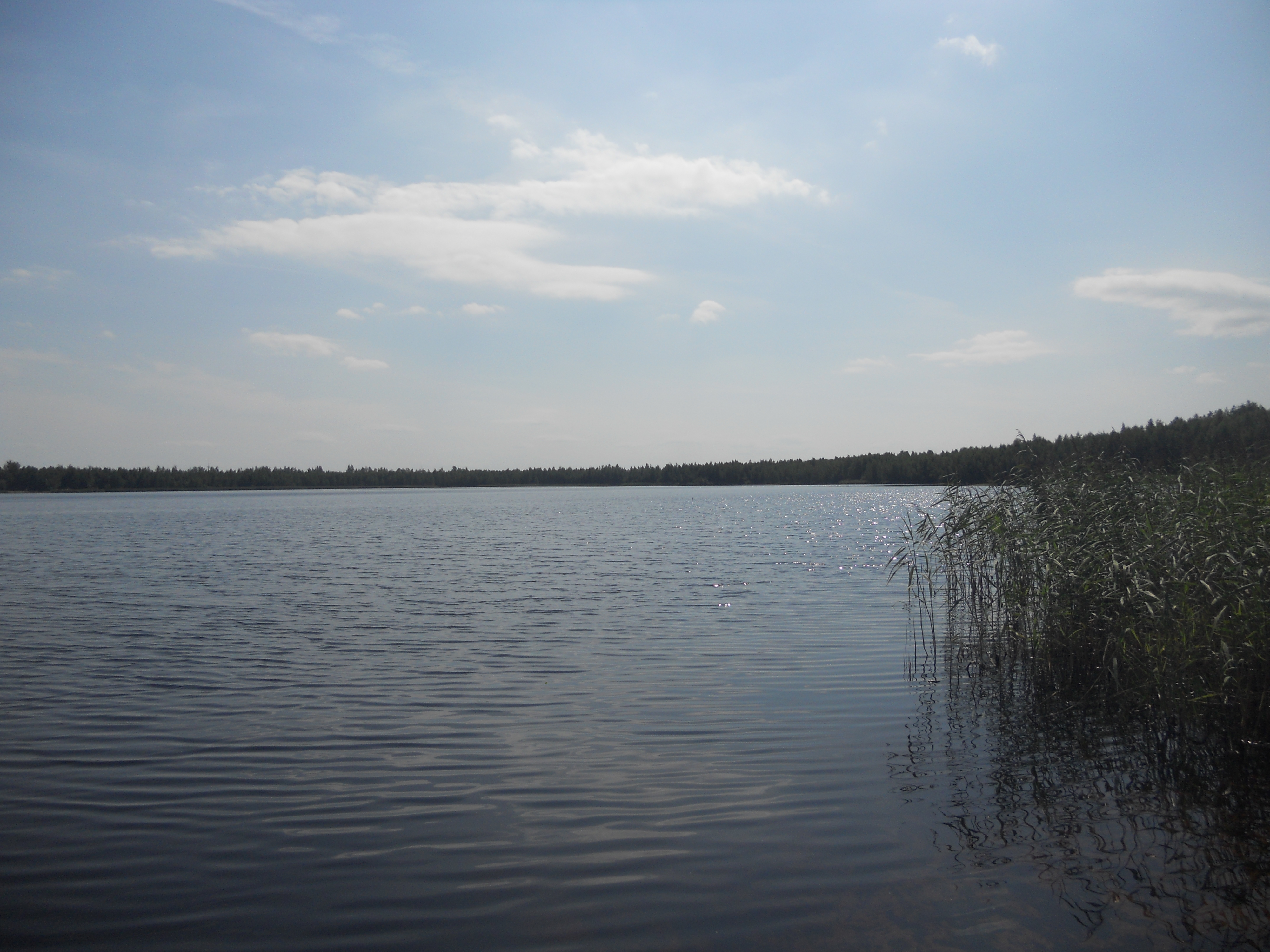
Озеро Материнское
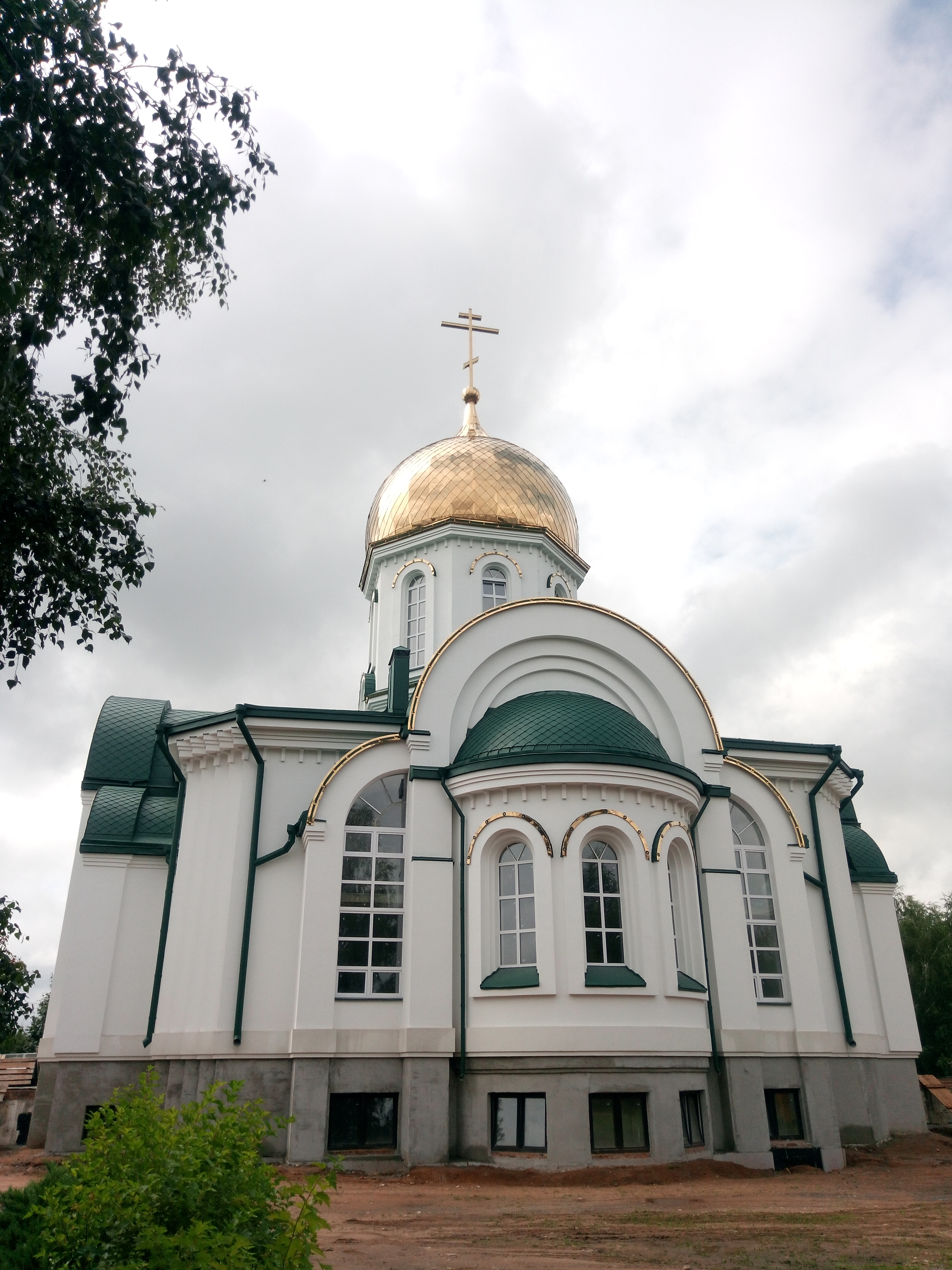
Церковь в честь Рождества Христова